# Jean-Georges Achard
Jean-Georges Pierre Achard (Abzac, 13 marzo 1871 – Bordeaux, 23 settembre 1934) è stato uno scultore francese.
Non va confuso con un omonimo Jean-Georges Achard, anch'egli scultore, nato a Saint-André-en-Royans, attivo a Grenoble alla fine del seicento e ancora vivo nel 1705.

## Biografia
Figlio dello scultore Jean-Achille Achard, fu allievo del padre e di Alexandre Falguière. Espose al Salon des artistes français a partire dal 1894 e fino al 1935: nel 1903 fu premiato con la medaglia di bronzo, mentre nel 1922 con quella d'argento. Nel 1930 fu insignito dell'onorificenza di Cavaliere della Legione d'Onore.